# Shahrestān di Marand
Lo shahrestān di Marand (farsi شهرستان مرند) è uno dei 19 shahrestān dell'Azarbaijan orientale, in Iran. Il capoluogo è Marand. Lo shahrestān è suddivisa in 2 circoscrizioni (bakhsh): 
- Centrale (بخش مرکزی)
- Yamchi (بخش يامچي), capoluogo Yamchi.